# Рассвет (фильм, 1933)
«Рассвет» (нем. Morgenrot) — немецко-фашистский художественный фильм режиссёра Густава Учицки. Премьера фильма состоялась 2 февраля 1933 года, вскоре после захвата власти Гитлером и поэтому его называют иногда первым фильмом Нацистской Германии.

## Сюжет
Действие фильма разворачивается во время Первой мировой войны и рассказывает о судьбе экипажа немецкой подводной лодки. В центральном эпизоде фильма, когда подводная лодка лежит на дне, 60-метровой глубине, и из десяти человек команды могут спастись только восемь, решается вопрос: кто должен пожертвовать собой. Командир подводной лодки и его первый помощник готовы пожертвовать собой, но экипаж лодки отказывается выполнить приказ и спастись такой ценой: «Спасемся все или никто!» В ответ на это помощник командира восклицает: «Какие люди! Я бы мог умереть во имя Германии десять, сто раз!», а главный герой произносит легендарную для немцев нацистской Германии фразу: «Возможно, мы, немцы, живем не очень хорошо, но мы умеем красиво умирать. Мы останемся здесь все».
Развязка наступила, когда один из матросов, узнавший, что его девушка любит первого помощника командира подводной лодки, кончает жизнь самоубийством.

## В главных ролях
- Рудольф Форстер — Гельмут Лирс, капитан-лейтенант подводной лодки
- Фриц Геншоу — Фредерикс «Фиппс», первый помощник
- Адель Сандрок — мать капитана Лирса
- Камилла Спира — девушка Фредерикса
- Поль Вестермайер — Джол, моряк
- Герхард Бинерт — Бём, моряк
- Фридрих Гнас — Юрацик
- Франц Никлиш — Петерманн
- Ханс Лейбельт — бургомистр Меерскирхена
- Эльза Нотт — Хельга, девушка Джола
- Эдуард фон Винтерштейн — капитан Колх